# 戈羅德西克
50°22′39″N 29°10′8″E / 50.37750°N 29.16889°E
戈羅德西克（烏克蘭語：Городське）是烏克蘭北部的村莊，隸屬日托米爾州的日托米爾區。該村面積2.29平方公里，海拔高度154米，2001年人口406，人口密度每平方公里177.45人。